# Jennifer Hudson
Jennifer Kate Hudson (ur. 12 września 1981 w Chicago) – amerykańska piosenkarka, aktorka i producentka.
Swoją karierę rozpoczęła w 2004 roku po zajęciu siódmego miejsca w programie American Idol. W 2008 roku wydała swój pierwszy studyjny album o nazwie Jennifer Hudson. Kolejne albumy, które wydała to: I Remember Me (2011), JHUD (2014) oraz album ze ścieżką dźwiękową do filmu Respect (2021). W latach 2017–2019 była trenerem w The Voice UK, zaś w 2017 i 2018 roku była trenerem w The Voice USA.
W 2006 roku wystąpiła w filmie Dreamgirls, który przyniósł jej uznanie w dziedzinie aktorstwa. Następnie zagrała w kolejnych produkcjach filmowych Hollywood np. Seks w wielkim mieście, Cats, Powtór oraz główną rolę w filmie Respect. W 2015 roku po raz pierwszy wystąpiła na Broadwayu w musicalu The Color Purple. Swoją karierę producencką rozpoczęła w 2021 roku stając się producentem wykonawczym filmu biograficznego Respect, bajki pod tytułem Baba Jaga oraz produkcji teatralnej A Strange Loop. W 2022 roku rozpoczęła prowadzenie swojego talk show pt. The Jennifer Hudson Show.
W swojej karierze Hudson otrzymała różne wyróżnienia zarówno za muzykę, jak i aktorstwo, w tym Oscara, dwie nagrody Grammy, Daytime Emmy Award, Złoty Glob, Screen Actors Guild Award oraz dziewięć nagród NAACP Image. W 2022 roku otrzymała również Nagrodę Tony, co czyni ją jedną z osób, które otrzymały EGOT. W 2013 roku otrzymała gwiazdę w Hollywood Walk of Fame. Została uznana przez tygodnik „Time” za jedną ze 100 najbardziej wpływowych osób w 2020 roku. W 2022 roku otrzymała nagrodę „People Of The Year”, przyznawaną przez magazyn „People”.

## Życiorys

### Dzieciństwo i edukacja[5]
Hudson urodziła się 12 września 1981 w Chicago w Illinois jako trzecie, najmłodsze dziecko Darnell Donnerson i Samuela Simpsona. Została wychowana na baptystkę i uczęszczała do Szkoły Zawodowej im. Paula Laurence’a Dunbara, naukę w której ukończyła w 1999. Jako siedmiolatka zaczęła śpiewać w chórze kościelnym oraz brać udział w teatrze społecznym pod okiem swojej babci, Julii. Studiowała na Uniwersytet w Langston, jednak zrezygnowała z nauki po pierwszym semestrze i przepisała się na Uczelnię im. Roberta F. Kennedy’ego i Martina Luthera Kinga Juniora.

### 2002–2005: Początek kariery iAmerican Idol
W styczniu 2002 Hudson podpisała swój pierwszy kontrakt płytowy z niezależną, wytwórnią muzyczną Righteous Records z siedzibą w Chicago. Dwa lata później zerwała umowę z wytwórnią i zdecydowała się na wzięcie udziału w przesłuchaniach do trzeciej edycji programu American Idol w 2003.
W sierpniu 2003 wzięła udział w przesłuchaniach do programu American Idol organizowanych w Altancie. Podczas castingu wyznała, że od paru miesięcy śpiewała jako jedna z Muz Herculesa podczas wycieczek organizowanych przez Disney Cruise Lines. W trakcie przesłuchań zaśpiewała utwór „Share Your Love with Me” z repertuaru Arethy Franklin i awansowała do kolejnego etapu, w którym zaśpiewała numer „Imagine” Johna Lennona. Po otrzymaniu dzikiej karty za interpretację utworu „I Believe in You and Me” grupy Four Tops przeszła do etapu odcinków na żywo. 6 kwietnia 2004 uzyskała największą liczbę głosów telewidzów za interpretację utworu „Circle of Life” Eltona Johna, a dwa tygodnie później (po zaśpiewaniu piosenki „Weekend in New England” Barry’ego Manilowa) odpadła z programu, zajmując siódme miejsce.
W maju 2009 została mianowana przez serwis MTV „szóstym najlepszym uczestnikiem programu”, a jej odpadnięcie uznano za „najbardziej zaskakujący wynik w historii talent show”. W maju 2010 została uznana przez czasopismo „Los Angeles Times” za trzecią najlepszą uczestniczkę show (po Kelly Clarkson i Carrie Underwood).

### 2006–2007:Dreamgirls

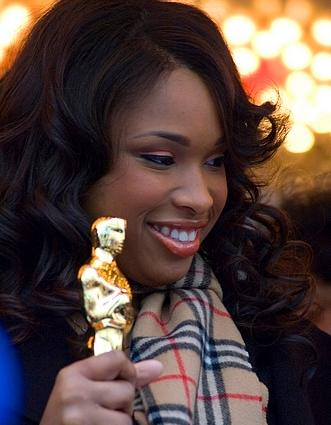
Jennifer Hudson ze swoim Oscarem za rolę w filmie Dreamgirls (2007).

W 2006 nagrała gościnnie utwór „The Future Ain’t What It Used to Be” w duecie z Meat Loafem. Numer znalazł się na oficjalnej ścieżce dźwiękowej filmu Bat Out of Hell III: The Monster Is Loose z października 2006. We wrześniu wystąpiła na żywo w programie telewizyjnym Fox Chicago Morning News, podczas którego wykonała utwór „Over It”. W wywiadzie przeprowadzonym po występie zdradziła, że piosenka znajdzie się na jej debiutanckim albumie studyjnym, którego premiera zaplanowana była na początek 2007. W listopadzie podpisała kontrakt płytowy z wytwórnią Arista Records.
Kilka miesięcy wcześniej, w listopadzie 2005, otrzymała rolę Effie White w filmowej ekranizacji musicalu Dreamgirls, w którym zagrali także m.in. Jamie Foxx, Beyoncé Knowles i Eddie Murphy. Zdjęcia do produkcji rozpoczęto na początku stycznia 2006, zaś światowa remiera filmu odbyła się 18 stycznia 2007. W filmie Hudson zaśpiewała m.in. piosenkę „And I Am Telling You I’m Not Going”, którą w oryginale wykonała Jennifer Holliday.
Występ w filmie przyniósł artystce wiele pozytywnych recenzji od krytyków muzycznych i filmowych, za rolę Effie White Hudson otrzymała m.in. Oscara, BAFTA i Złotego Globa dla najlepszej aktorki drugoplanowej. W marcu 2007 Hudson została trzecią afroamerykańską celebrytką oraz pierwszą afroamerykańską piosenkarką, która znalazła się na okładce magazynu „Vogue”. Kilka miesięcy później ówczesny burmistrz Chicago, Richard M. Daley, mianował dzień 6 marca „dniem Jennifer Hudson”.

### 2008–2009:Jennifer Hudson

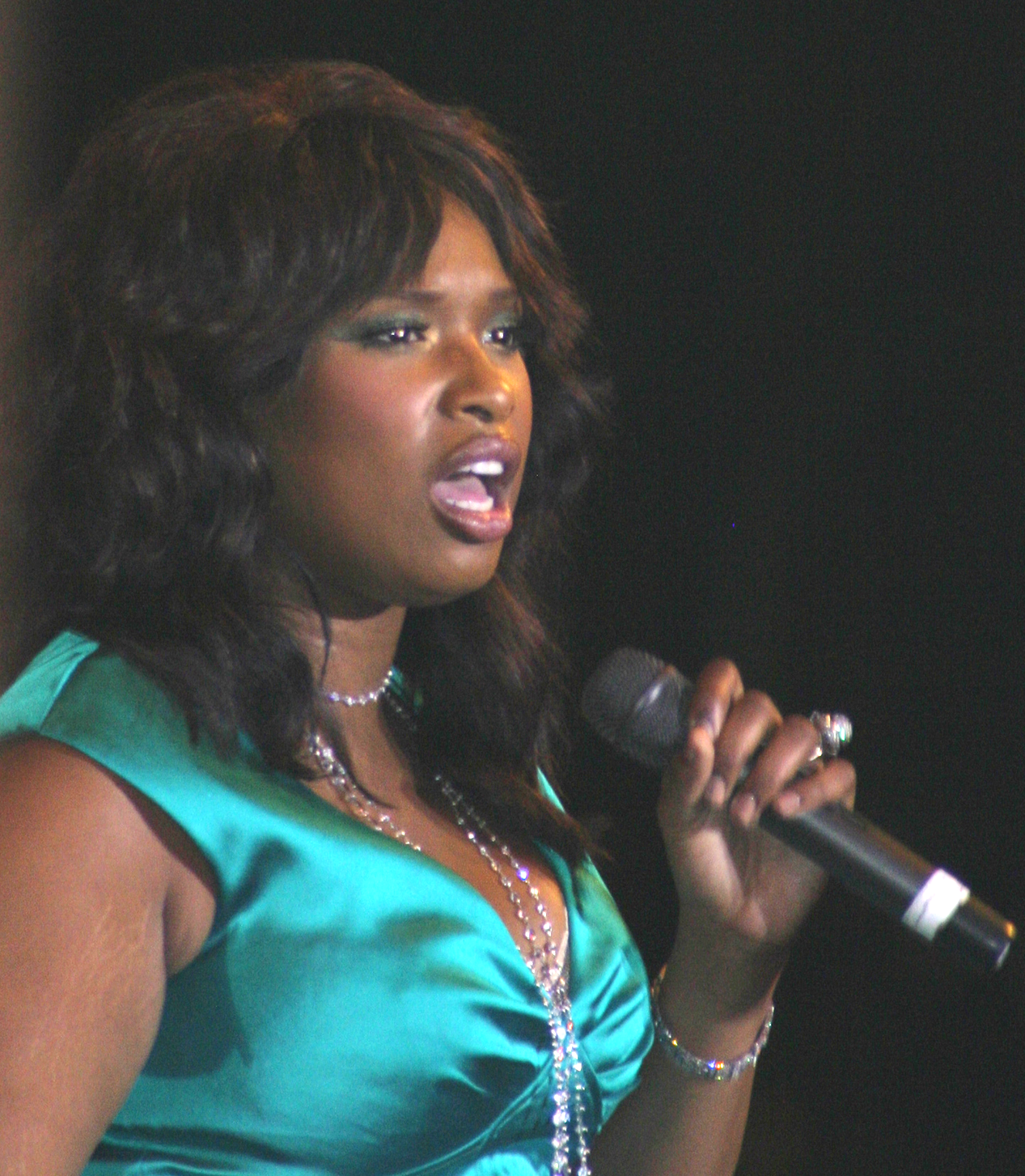
Jennifer Hudson podczas występu, 2007

W maju 2008 zagrała gościnnie w filmie Seks w wielkim mieście, w którym wcieliła się w rolę asystentki Carrie Bradshaw (Sarah Jessica Parker). Na potrzeby ścieżki dźwiękowej produkcji nagrała także utwór „All Dressed in Love”. W październiku zagrała postać Rosaleen w filmie Sekretne życie pszczół, zaś w 2009 wcieliła się w rolę Kathy Archenault w produkcji Skrzydlate cienie. W 2010 zaczęła pracę nad filmem biograficznym zatytułowanym Winnie Mandela opowiadającym o życiu południowoafrykańskiej polityk Winnie Mandeli.
W 2008 roku nawiązała współpracę z producentami, takimi jak m.in.: Timbaland czy Ryan Tedder. 10 czerwca 2008 wydała swój debiutancki singiel – „Spotlight”, który dotarł do 24. miejsca amerykańskiego notowania Hot 100. Pod koniec września ukazał się debiutancki album studyjny artystki zatytułowany Jennifer Hudson, nad którym pracowała z takimi twórcami i wykonawcami, jak m.in. Ne-Yo, Stargate, Timbaland, Missy Elliott, Robin Thicke czy Diane Warren. Płyta zadebiutowała na drugim miejscu amerykańskiej listy Billboard 200 z wynikiem 217 tys. sprzedanych egzemplarzy. W sierpniu 2009 odnotowano sprzedaż ponad 739 tys. kopii krążka, dzięki czemu uzyskał on status złotej płyty w kraju.
W sierpniu 2008 Hudson zaśpiewała krajowy hymn podczas Narodowej Konwencji Demokratycznej. W październiku miał ukazać się drugi singiel promujący jej debiutancki album – „If This Isn’t Love”, jednak jego premierę przesunięto na styczeń 2009 po brutalnym morderstwie trzech członków rodziny artystki. W styczniu wytwórnia zdecydowała się zmienić datę wydania singla na luty. W tym samym roku Hudson otrzymała trzy nominacje do nagrody Grammy w kategoriach: Najlepszy występ piosenkarki R&B (za singiel „Spotlight”), Najlepszy występ wokalny duetu/grupy R&B (za „I’m His Only Woman” w duecie z Fantasią Barinno) oraz Najlepszy album R&B (za Jennifer Hudson). Piosenkarka otrzymała ostateczną statuetkę za wygraną w ostatniej kategorii.

### 2009–2011:I Remember Me

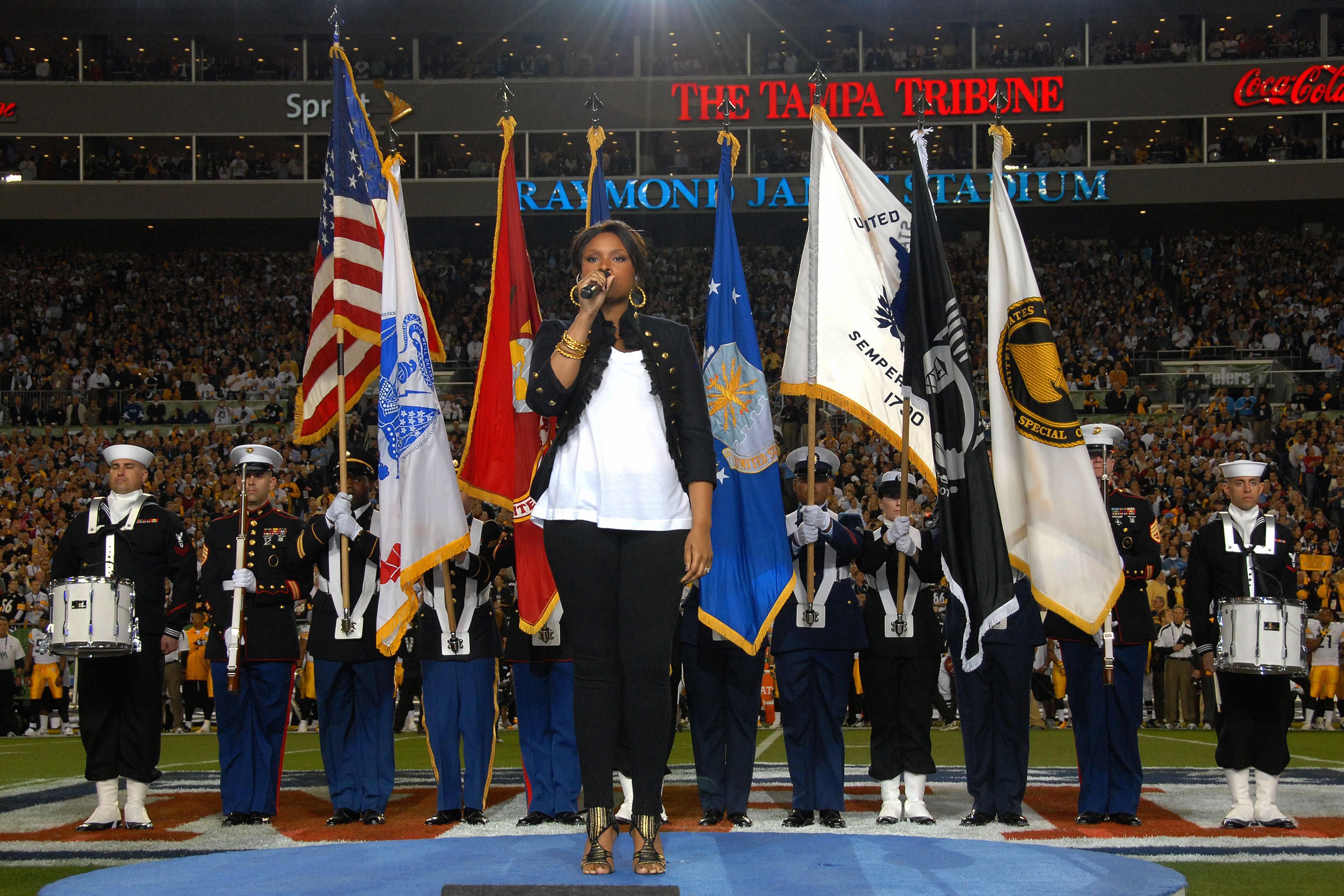
Jennifer Hudson w trakcie śpiewania hymnu podczas finału Super Bowl XLIII w 2009 roku

W lutym 2009 po raz pierwszy wystąpiła publicznie od czasu zamordowania kilku członków jej rodziny. Piosenkarka zaśpiewała wówczas narodowy hymn podczas finału Super Bowl XLIII. W tym samym roku wyruszyła w trasę koncertową z Robinem Thicke’em. Na początku maja musiała przełożyć daty kilku koncertów z powodu „zmęczenia gardła”. Niedługo później nagrała swoją interpretację numeru „Neither One of Us (Wants to Be the First to Say Goodbye)” na potrzeby albumu American Idol Season 3: Greatest Soul Classics oraz pojawiła się gościnnie w utworze „Leaving Tonight” zawartym na drugiej płycie studyjnej Ne-Yo zatytułowanej Because of You.
W styczniu 2010 wystąpiła podczas telethonu Hope for Haiti Now: A Global Benefit for Earthquake Relief, w trakcie którego zaprezentowała utwór „Let It Be” zespołu The Beatles. Podczas transmisji wydarzenia zebrano łącznie ponad 61 milionów dolarów. W tym samym roku została sekretarzem akcji Strażnicy Wagi po tym, jak schudła prawie 25 kilogramów w poprzednim roku. W 2012 wydała książkę autobiografią, zatytułowaną I Got This: How I Changed My Ways and Lost What Weighed Me Down, w której zdradziła swoje sposoby na odchudzanie.
24 stycznia 2011 Hudson wydała pierwszy singiel zwiastujący jej nową płytę – „Where You At”, który został napisany przez R. Kelly’ego. 13 lutego 2011, wystąpiła wraz z Christiną Aguilerą, Florence Welch, Yolandą Adams oraz Martiną McBride podczas 53. ceremonii wręczenia nagród Grammy, gdzie wykonały najsłynniejsze przeboje Arethy Franklin w hołdzie dla artystki. 22 marca 2011 ukazał się jej drugi album studyjny zatytułowany I Remember Me, który zadebiutował na drugim miejscu amerykańskiej listy najczęściej kupowanych płyt, dzięki osiągnięciu wyniku ponad 165 tys. egzemplarzy w pierwszym tygodniu po premierze.

### 2012–2014:JHUD

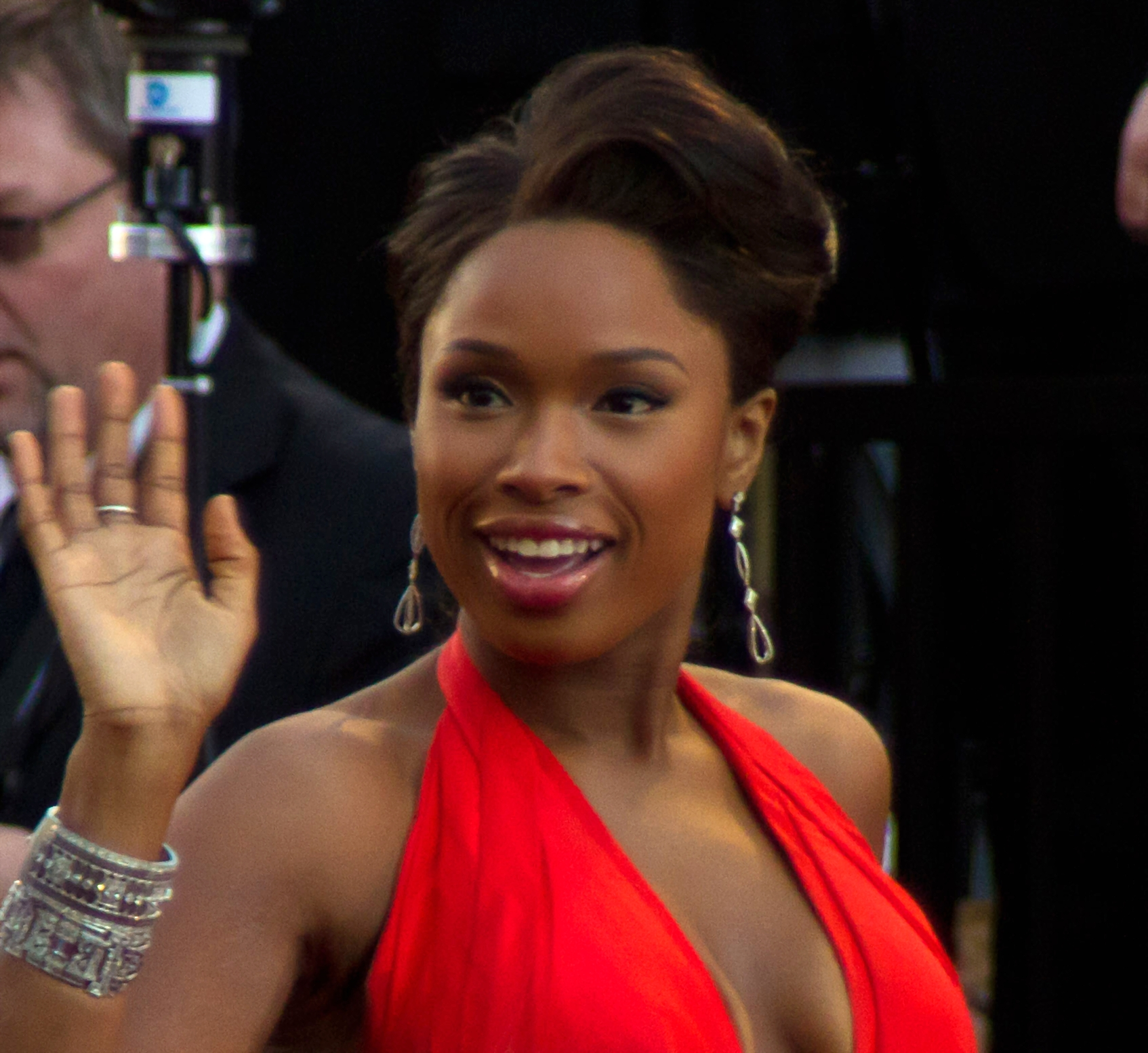
Jennifer Hudson, 2011

W 2012 zagrała zakonnicę Rosemary w filmie Głupi, głupszy, najgłupszy. 12 lutego, czyli dzień po śmierci Whitney Houston, zaśpiewała przebój artystki „I Will Always Love You” podczas 54. ceremonii wręczenia nagród Grammy organizowanej w Staples Center w Los Angeles. W tym samym roku występowała kilkukrotnie w drugim sezonie serialu Smash.
24 lutego 2013 zaśpiewała kilku piosenek z filmowych wersji musicali podczas 85. ceremonii wręczenia Oscarów. Pod koniec sierpnia wystąpiła podczas gali MTV Video Music Awards 2013, w trakcie której wykonała utwór „Same Love” razem z Macklemorem, Ryanem Lewisem i Mary Lambert. We wrześniu wydała swój nowy singiel „I Can’t Describe (The Way I Feel)” z gościnnym udziałem T.I.’a, który zwiastował jej trzeci album studyjny. 8 listopada zaśpiewała tę piosenkę w towarzystwie Chaki Khan, Evelyn Champagne King i T.I.’a podczas gali Soul Train Music Awards 2013. W listopadzie została wyróżniona swoją gwiazdą na Hollywood Walk of Fame.
23 września 2014 wydała swój trzeci album studyjny, zatytułowany JHUD, nad którym pracowała z producentami, takimi jak m.in.: Timbaland, Pharrell Williams, RedOne czy R. Kelly. Drugim singlem z albumu został utwór „Walk It Out” z gościnnym udziałem Timbalanda.

### 2015–2019: Broadway, The Voice i Cats
W styczniu 2015 ogłosiła swój debiut na scenie na Broadwayu w musicalu The Color Purple, w którym wcieliła się w rolę Shug Avery. Dodatkowo była jednym z autorów muzyki do występu, za co w 2016 roku otrzymała (wspólnie z Danielle Brooks, Cynthia Erivo i producentami) nagrodę Grammy w kategorii „najlepszy album teatru muzycznego”. 10 maja 2016 roku zakończyła współpracę z producentami musicalu. Otrzymała nominację do Drama League Award za wysoką jakość gry aktorskiej.
W czerwcu opublikowała teledysk do swojego nowego singla „I Still Love You”, którym wyraziła swoje poparcie dla środowisk homoseksualnych. 28 czerwca 2016 Hudson podpisał kontrakt z Epic Records. W tym samym roku miała miejsce premiera filmu animowanego ,,Sing'', w którym jedna z postaci była dubingowana przez artystkę. W filmie zaśpiewała Beatlesów, a na ścieżce dźwiękowej Hudson pojawiła się z Tori Kelly w duecie „Hallelujah” Leonarda Cohena.
W 2017 roku została trenerką Brytyjskiej wersji programu The Voice. 3 marca do sieci trafił jej singiel „Remember Me”. 10 maja 2017 roku ogłoszono, że po wygranej podopiecznej Hudson w brytyjskim The Voice, piosenkarka dołączy do grupy trenerów amerykańskiego formatu programu. 12 grudnia 2017 roku opublikowała singiel „Burden Down”. W 2018 Jenifer Hudson powróciła jako trener piętnastego sezonu amerykańskiej wersji The Voice po jednosezonowej przerwie. W 2018 roku zagrała jedną z głównych ról w filmie Cats. Mimo negatywnego odbioru filmu, jej rola zdobyła uznanie. W 2019 po pracy przy trzech sezonach nie pojawiła się ponownie jako trener w brytyjskim The Voice.
Podczas 87. Oscarów Hudson wykonała swoją piosenkę (pierwotnie z serialu NBC Smash) „I Can’t Let Go” Marca Shaimana i Scotta Wittmana jako hołd dla zmarłych w poprzednim roku. Hudson powitała papieża Franciszka podczas jego pierwszej wizyty w Stanach Zjednoczonych, śpiewając jej wykonanie „Hallelujah” Leonarda Cohena. W czerwcu 2016 roku Hudson zaśpiewała „Purple Rain” Prince’a na BET Awards. 31 sierpnia 2018 wykonała utwór „Amazing Grace” podczas pogrzebu Arethy Franklin. W 2019 roku podczas 91. ceremonii wręczenia Oscarów wykonała utwór ,,I'll Fight", który został nominowany w kategorii „najlepsza piosenka oryginalna”. W grudniu 2019 wykonała „Hallelujah” podczas gali Global Citizen Prize.

### 2020–obecnie:Respect, rola producenta i The Jennifer Hudson Show
W 2020 roku poinformowano, że Jenifer Hudson będzie koproducentką i zagra główną rolę w filmie biograficznym o Arethie Franklin pod tytułem Respect. Premiera filmu miała miejsce 8 sierpnia 2021 roku. Wraz z filmem został opublikowany soundtrack do filmu, który został stworzony przez Hudson. Rola artystki była komentowana bardzo dobrze oraz przyniosła jej Nagrodę Przewodniczącego na Międzynarodowym Festiwalu Filmowym w Palm Springs oraz nominację do Nagroda Gildii Aktorów Ekranowych za wybitną rolę aktorki w roli głównej.
W 2021 roku została producentem wykonawczym Baby Jagi, czyli 27-minutowej interaktywnej bajki stworzonej dla Oculus Quest. We wrześniu 2021 r. Hudson zdobyła nagrodę Daytime Emmy dla wybitnych mediów interaktywnych za program dzienny. W maju 2022, Hudson otrzymała nagrodę Tony dla najlepszego musicalu za pełnienie roli producenta musicalu na Broadwayu, A Strange Loop. W związku z otrzymaniem Tony, Hudson stała się jedną z siedemnastu osób, które wygrały Oscar, Emmy, Grammy i Tony („EGOT”).
W czerwcu 2022 roku Hudson potwierdziła na Twitterze, że jej nadchodzący talk show zadebiutuje 12 września 2022 roku. Program będzie nagrywany w dawnym studiu dawnym studiu The Ellen DeGeneres Show.

## Życie prywatne

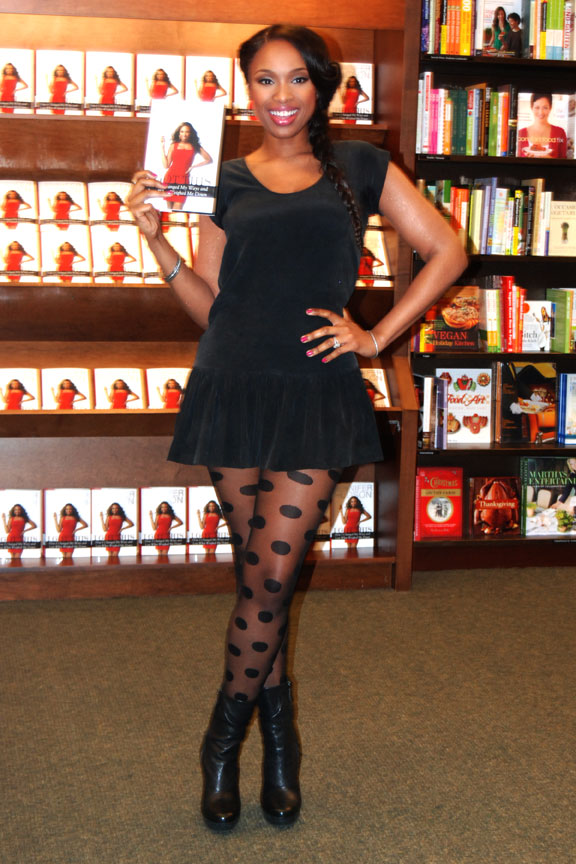
Jennifer Hudson podczas promocji swojej książki autobiograficznej w 2012

Była żoną wrestlera Davida Otungi, z którym ma syna, Davida Daniela Juniora (ur. 10 sierpnia 2009). W listopadzie 2017 roku Otunga i Hudson rozwiedli się.
W piątek 24 października 2008 w rodzinnym domu Hudson w Chicago zostały znalezione zwłoki jej 57-letniej matki, Darnell Donerson, oraz 29-letniego brata, Jasona. Trzy dni później odnaleziono ciało jej 7-letniego siostrzeńca, Juliana Kinga, który został wielokrotnie postrzelony z bardzo bliskiej odległości. Za wszystkie morderstwa odpowiadał 27-letni wówczas William Balfour, mąż siostry Hudson, Julii, ojczym Juliana, który otrzymał wyrok potrójnego dożywocia.

## Dyskografia
Albumy studyjne
- Jennifer Hudson (2008)
- I Remember Me (2011)
- JHUD (2014)
- Respect (2021)

Single
- 2006 – „And I Am Telling You I’m Not Going”
- 2008 – „All Dressed in Love”
- 2008 – „Spotlight”
- 2009 – „If This Isn’t Love”
- 2009 – „Giving Myself”
- 2011 – „Where You At”
- 2011 – „I Remember Me”
- 2011 – „No One Gonna Love You”
- 2011 – „I Got This”
- 2012 – „Think Like a Man” (z Ne-Yo i Rockiem Rossem)
- 2013 – „I Can’t Describe (The Way I Feel)” (z T.I.)
- 2014 – „Walk It Out” (z Timbalandem)
- 2014 – „It’s Your World” (z R. Kellym)
- 2014 – „Dangerous”
- 2015 – „I Still Love You”
- 2017 – „Remember Me”
- 2017 –,,Burden Down”
- 2018 – „I’ll Fight”
- 2021 – „Ain’t No Mountain High Enough”
- 2021 – „Here I Am (Singing My Way Home)”
- 2021 – „Christmas (Baby Please Come Home)”

## Filmografia[72]
Filmy fabularne
| Rok  | Tytuł                                    | Rola                |
| ---- | ---------------------------------------- | ------------------- |
| 2006 | Dreamgirls                               | Effie Melody White  |
| 2008 | The Family That Preys                    |                     |
| 2008 | Sekretne życie pszczół                   | Rosaleen Daise      |
| 2008 | Seks w wielkim mieście                   | Louise              |
| 2008 | Skrzydlate cienie                        | Kathy Hammet        |
| 2011 | Winnie                                   | Winnie Mandela      |
| 2012 | Głupi, głupszy, najgłupszy               | siostra Rosemary    |
| 2013 | Pięć filmów o szaleństwie                | Maggie              |
| 2013 | Rodzinne święta                          | Naima               |
| 2013 | The Inevitable Defeat of Mister and Pete | Gloria              |
| 2014 | Kołysanka                                | Pielęgniarka Carrie |
| 2015 | Chi-Raq                                  | Irene               |
| 2016 | Nominacja                                | Angela Wright       |
| 2016 | Hairspray Live!                          | Motormouth Maybelle |
| 2016 | Sing                                     | Młoda Nana (głos)   |
| 2017 | Sandy Wexler                             | Courtney Clarke     |
| 2018 | Powtór                                   | Pani Harmon         |
| 2019 | Koty                                     | Grizabella          |
| 2020 | Baba Yaga                                | Las (głos)          |
| 2021 | Respekt – królowa soul                   | Aretha Franklin     |

Seriale telewizyjne

| Rok  | Tytuł    | Rola           |
| ---- | -------- | -------------- |
| 2012 | Smash    | Veronica Moore |
| 2015 | Imperium | Michelle White |

## Nagrody i nominacje
| Nagroda                                        | Rok  | Film/Piosenka                             | Kategoria                                                             | Rezultat  | Przypis |
| ---------------------------------------------- | ---- | ----------------------------------------- | --------------------------------------------------------------------- | --------- | ------- |
| Nagroda Akademii (Oscar)                       | 2007 | Dreamgirls                                | Najlepsza aktorka drugoplanowa                                        | Wygrana   | [ 73 ]  |
| Nagrody Brytyjskiej Akademii Filmowej          | 2007 | Dreamgirls                                | Najlepsza aktorka drugoplanowa                                        | Wygrana   | [ 74 ]  |
| Nagroda Emmy                                   | 2021 | Baba Yaga                                 | Znakomite media interaktywne do programu dziennego (jako producentka) | Wygrana   | [ 75 ]  |
| Nagroda Emmy                                   | 2023 | The Jennifer Hudson Show.                 | Znakomite Talk Series (jako producentka)                              | Oczekuje  | [ 76 ]  |
| Nagroda Grammy                                 | 2008 | Dreamgirls: Music from the Motion Picture | Najlepsza ścieżka dźwiękowa kompilacji dla mediów wizualnych          | Nominacja | [ 77 ]  |
| Nagroda Grammy                                 | 2009 | Jennifer Hudson                           | Najlepszy album R&B                                                   | Nominacja | [ 77 ]  |
| Nagroda Grammy                                 | 2009 | Ona sama                                  | Najlepszy żeński występ wokalny R&B                                   | Nominacja | [ 77 ]  |
| Nagroda Grammy                                 | 2015 | „It’s Your World” (feat. R. Kelly)        | Najlepsze wykonanie R&B w duecie lub grupie z wokalem                 | Nominacja | [ 77 ]  |
| Nagroda Grammy                                 | 2017 | The Color Purple                          | Najlepszy album teatru muzycznego                                     | Wygrana   | [ 77 ]  |
| Nagroda Grammy                                 | 2022 | Respect                                   | Najlepsza ścieżka dźwiękowa kompilacji dla mediów wizualnych          | Nominacja | [ 77 ]  |
| Nagroda Grammy                                 | 2022 | „Here I Am (Singing My Way Home)”         | Najlepsza piosenka napisana dla mediów wizualnych                     | Nominacja | [ 77 ]  |
| Nagrody Gildii Aktorów Ekranowych              | 2007 | Dreamgirls                                | Wybitny występ aktorki w roli drugoplanowej                           | Wygrana   | [ 78 ]  |
| Nagrody Gildii Aktorów Ekranowych              | 2007 | Dreamgirls                                | Znakomita wydajność obsady w filmie                                   | Nominacja | [ 78 ]  |
| Nagrody Gildii Aktorów Ekranowych              | 2022 | Respect                                   | Znakomita rola aktorki w roli głównej                                 | Nominacja | [ 79 ]  |
| Złoty Glob                                     | 2007 | Dreamgirls                                | Najlepsza aktorka drugoplanowa – Film                                 | Wygrana   | [ 80 ]  |
| Złoty Glob                                     | 2022 | Here I Am (Singing My Way Home)           | Najlepsza oryginalna piosenka                                         | Nominacja | [ 81 ]  |
| Tony Award                                     | 2022 | A Strange Loop                            | Najlepszy musical (jako producentka)                                  | Wygrana   | [ 82 ]  |
| Międzynarodowy Festiwal Filmowy w Palm Springs | 2007 | Dreamgirls                                | Nagroda za przełomowy występ                                          | Wygrana   | [ 83 ]  |
| Międzynarodowy Festiwal Filmowy w Palm Springs | 2022 | Respect                                   | Nagroda Prezesa                                                       | Wygrana   | [ 84 ]  |
| Złoty Satelita                                 | 2006 | Dreamgirls                                | Najlepsza aktorka drugoplanowa – Film                                 | Wygrana   | [ 85 ]  |
| Złoty Satelita                                 | 2022 | Respect                                   | Najlepsza aktorka w filmie komediowym lub musicalu                    | Nominacja | [ 85 ]  |
| Złoty Satelita                                 | 2022 | Here I Am (Singing My Way Home)           | Najlepsza oryginalna piosenka                                         | Nominacja | [ 85 ]  |